# Théophile Homolle

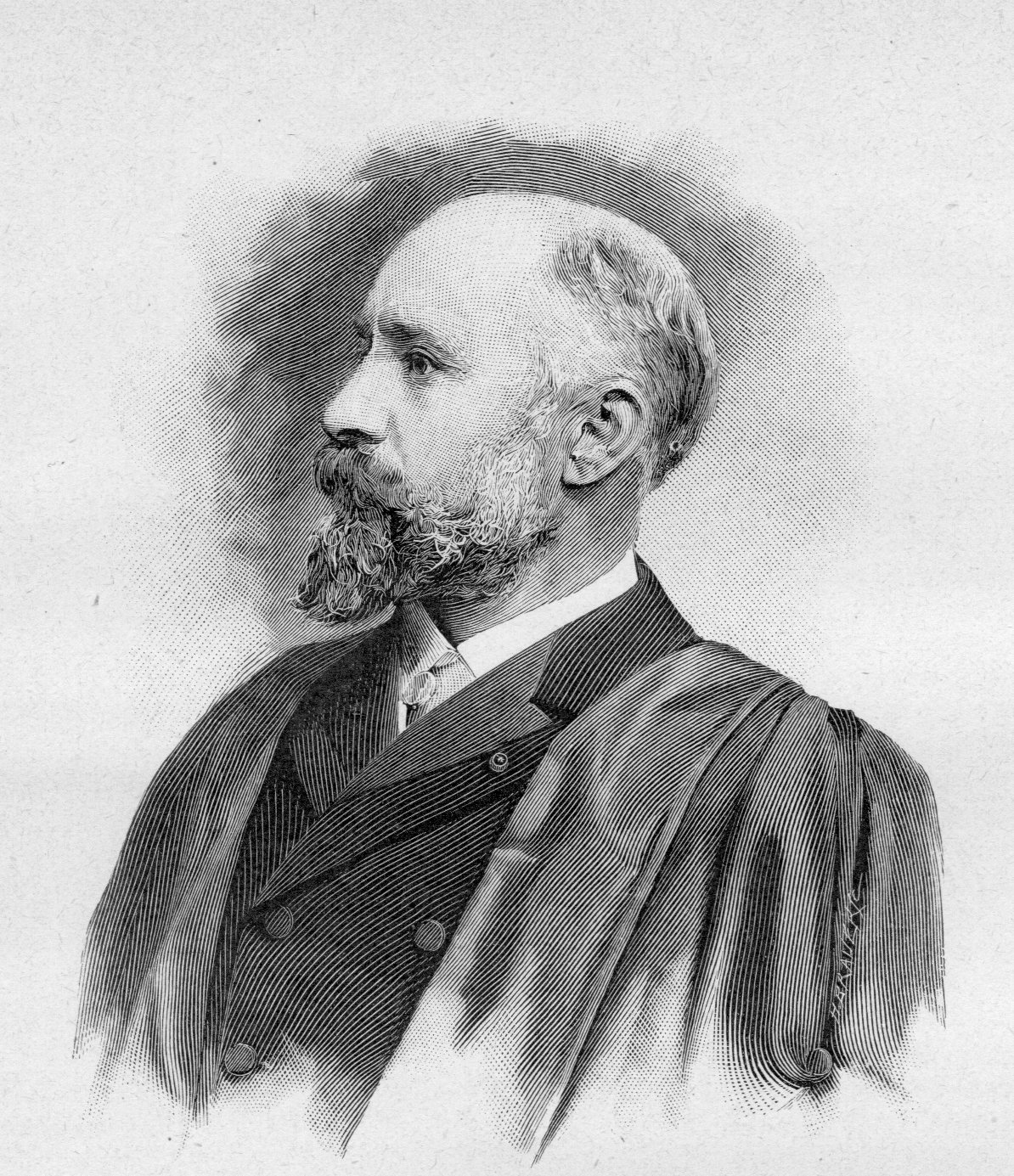
Homolle in einem Stich von Stéphane Batigne um 1910

Théophile Homolle (* 19. Dezember 1848 in Paris; † 13. Juni 1925 ebenda) war ein französischer Klassischer Archäologe und Epigraphiker.

## Leben
Théophile Homolle studierte ab 1869 an der École normale supérieure in Paris und ab 1874 an der École française d’Athènes in Athen. Von 1877 bis 1887 leitete er die französischen Ausgrabungen auf Delos. 1887 wurde er mit einer Abhandlung zu delischen Inschriften und einer zu archaischen Artemis-Statuen promoviert. Nach der Rückkehr nach Frankreich lehrte er zunächst an der Philosophischen Fakultät der Universität Nancy, danach ab 1884 als Professor für Epigraphik und griechische Archäologie am Collège de France. 1891 wurde er Direktor der École française d’Athènes. Zwischen 1892 und 1903 leitete Homolle die Ausgrabungen in Delphi. 1904 ging er wieder nach Frankreich, Nachfolger in Athen wurde Maurice Holleaux. In Frankreich wurde Homolle Direktor des Louvre und verblieb in dieser Position bis 1911, als er nach dem Diebstahl der Mona Lisa zurücktreten musste. 1912/13 leitete Homolle nochmals kurz die École française d’Athènes. 1913 kehrte er endgültig nach Frankreich zurück und wurde Direktor der Bibliothèque nationale de France, was er bis 1923 blieb.

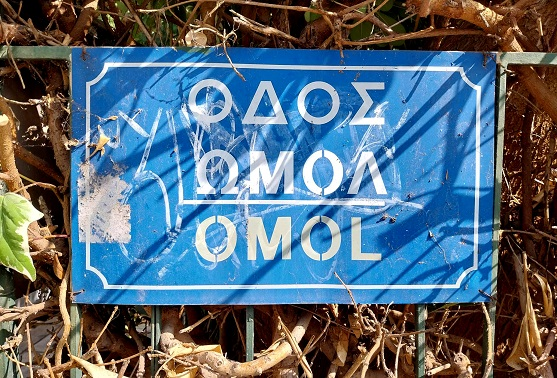
Straßenschild der Οdos Omol (“Omolstraße”), die nach Théophile Homolle benannten Straße in Athen.

1892 wurde Homolle Mitglied der Académie des inscriptions et belles-lettres, 1901 korrespondierendes Mitglied der Göttinger Akademie der Wissenschaften und 1910 Mitglied der Académie des beaux-arts. Bei der Preußischen Akademie der Wissenschaften war Homolle seit 1887 korrespondierendes Mitglied, legte seine Mitgliedschaft aber 1915 nach dem Aufruf an die Kulturwelt deutscher Akademiker nieder. 1919 gehörte er zu den Mitbegründern der Union Académique Internationale. Er war außerdem Ehrenmitglied der Society for the Promotion of Hellenic Studies sowie assoziiertes Mitglied der Académie royale des Sciences, des Lettres et des Beaux-Arts de Belgique. In Athen ist eine Straße, die Οdos Omol, nach ihm benannt.